# 草原石头花
草原石头花（学名：Gypsophila davurica）是石竹科石头花属的植物，下有原变种和狭叶草原石头花两种变种。分布在蒙古、俄罗斯以及中国大陆的河北、内蒙古、东北等地，生长于海拔200米至800米的地区，多生长在固定沙丘、丘陵、草原和石砾质干山坡，目前尚未由人工引种栽培。

## 别名
北丝石竹（东北资源植物手册） 草原霞草（拉汉种子植物名称）

## 异名
- Gypsophila davurica Turcz. ex Fenzl var. angustifolia Fenzl